# Récital 1969 en public à Bobino
Albums par Léo Ferré
L'Été 68
(1969) Les Douze Premières Chansons de Léo Ferré
(1969)
Lives par Léo Ferré
Flash ! Alhambra - A.B.C.
(1963) Seul en scène
(1973)
Récital 1969 en public à Bobino est un double album de Léo Ferré, rendu fameux par l'atmosphère de liesse qui s'en dégage. Au tour de chant libertaire et insurrectionnel de Ferré répond un spectaculaire enthousiasme du jeune public, encore porté par l'esprit de l'après-Mai 68. 
Le récital, tel qu'il a été publié par Barclay en 1969 et réédité depuis sur CD, n'est pas intégral. Plusieurs chansons anciennes de Ferré, ne figurant pas au catalogue Barclay, ont été écartés par la maison de disque (à l'exception de À Saint-Germain-des-Prés) bien qu'il les ait chantées à ce moment-là.
Il existe un enregistrement vidéo de ce concert, réalisé par la télévision française et non disponible dans le commerce à ce jour.

## Titres
Paroles et musiques de Léo Ferré sauf indications contraires.
Les titres marqués d'un astérisque (*) n'ont jamais été enregistrés en studio par Ferré.
| 1. | L'Idole                                      | 2:45 |
| 2. | Paris c'est une idée                         | 1:25 |
| 3. | L'Été 68                                     | 1:15 |
| 4. | La Banlieue                                  | 2:10 |
| 5. | Marizibill * (texte : Guillaume Apollinaire) | 1:28 |
| 6. | À Saint-Germain-des-Prés                     | 2:56 |
| 7. | Pépée                                        | 4:30 |

| 8.  | La Révolution *                    | 2:08 |
| 9.  | À toi                              | 3:07 |
| 10. | Vingt ans                          | 2:05 |
| 11. | Rotterdam                          | 2:31 |
| 12. | Les Poètes                         | 2:20 |
| 13. | Les Assis (texte : Arthur Rimbaud) | 2:50 |

| 14. | Âme te souvient-il ? (texte : Paul Verlaine) | 2:03 |
| 15. | C'est extra                                  | 3:46 |
| 16. | Petite                                       | 3:10 |
| 17. | Madame la misère                             | 2:26 |
| 18. | Le Testament                                 | 2:59 |
| 19. | Le Printemps des poètes *                    | 3:26 |
| 20. | La Nuit                                      | 2:45 |

| 21. | Spleen (texte : Charles Baudelaire) | 3:43 |
| 22. | Ils ont voté                        | 1:55 |
| 23. | La Marseillaise                     | 3:16 |
| 24. | Comme une fille                     | 1:40 |
| 25. | Les Anarchistes                     | 2:33 |
| 26. | Ni Dieu ni maître                   | 2:25 |

## Musiciens
- Paul Castanier : piano

## Production
- Prise de son : studio mobile Europa-Sonor
- Coordination : Richard Marsan
- Crédits visuels : Patrick Ullmann